# Jacoba Rauwerda

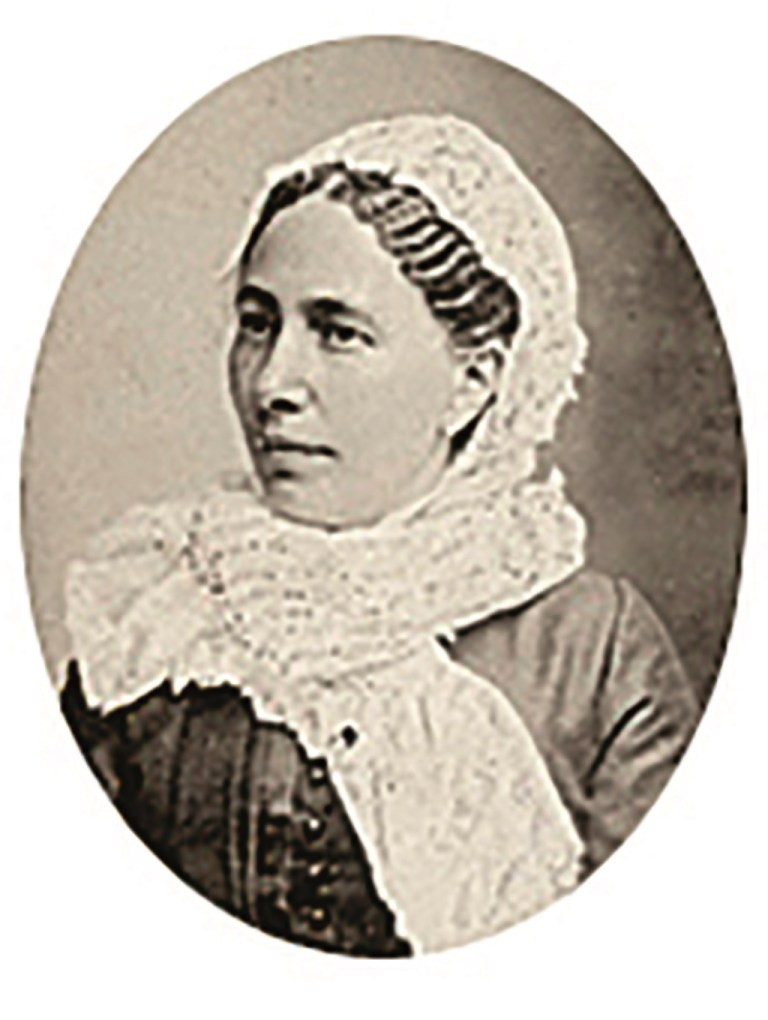
Jacoba Rauwerda

Jakoba Frederika Rauwerda, född 3 oktober 1835 i Leeuwarden, död 6 juli 1919 i Bussum, var en nederländsk bordellägare. Hon drev Nederländernas mest berömda bordell, Maison Wienthal, mellan 1877 och 1902. 
Hon var dotter till Jurjentje Aukes Rauwerda. Hennes far är obekräftad men uppges ha varit en Monsieur Lejeune, en parisisk porslinstillverkare. 
Hon blev älskarinna till adelsmannen Willem van Loon, och bosatte sig i ett hus som köpts av Van Loon på Prinsengracht 845. Paret kunde inte gifta sig på grund av hans föräldrars misstycke. Efter deras död gjorde han Jacoba ett äktenskapsförslag, men då ville hon inte längre. Willem van Loon avled år 1877, och testamenterade henne ett underhåll på 7200 guilder fram till hennes död, och hon kallades allmänt "Änkan Rauwerda". Hennes ekonomi var ordnad fram till hennes död och hon levde ett bekvämt liv. Samma år som van Loon avled, dog även hennes mor, vilket gav henne en ny sysselsättning. 
Hennes mor drev från 1848 bordellen Maison Weinthal på Nieuwezijds Voorburgwal. Hon övertog bordellen efter sin mors död år 1877, och drev den till 1902, då den stängdes.
Hon dog i ett vilohem i Bussum.